# Marta Corella
Marta Corella Gaspar (Orea) es una ingeniera forestal española. Fue alcaldesa de Orea y Premio Orgullo Rural 2020 por su lucha contra el despoblamiento.

## Trayectoria
Nació en Orea, provincia de Guadalajara y se formó como ingeniera forestal. Corella fue alcaldesa entre los años 2015 y 2023 del Ayuntamiento de Orea por el Partido Socialista Obrero Español.
Fue una de las estudiantes de Bellas Artes responsable de Duelos y Quebrantos, en abril de 2017, la segunda de las exposiciones colectivas del ciclo Especies de Espacios en el edificio de Bellas Artes de Teruel que exploran diferentes ámbitos de la memoria, expresadas a través de la fotografía, la pintura o la escultura. Corella ha participado en Olvidadas, una instalación que recuerda los retratos de tres mujeres artistas del siglo XX, y traza un recorrido por la historia de ese siglo y el papel en él de las mujeres artistas.
En 2018 participó en el proyecto Del Bosque a tu Casa, llevado a cabo por las mujeres de Orea y que pretende poner en valor los productos que genera el bosque. Corella publicó en 2020 el libro De mujeres, vivencias y sabores: un viaje por la memoria rural a través de sus fogones editado por el Ministerio de Agricultura, Pesca y Alimentación, es un recetario de cocina para rescatar del olvido a través de la cocina de la cultura de Orea. 
En 2021, fue coordinadora de la Comisión Nacional de Municipios Forestales y en 2024 coordinadora ejecutiva de proyectos de Fundación COPADE (Comercio para el desarrollo).

## Reconocimientos
Corella fue reconocida con el Premio ‘Orgullo Rural 2020’ por su lucha contra el despoblamiento en el ámbito rural, un galardón concedido por la Fundación de Estudios Rurales dependiente de la Unión de Pequeños Agricultores (UPA). En 2021, el Colegio Oficial de Ingenieros de Montes concedió a Corella la Mención Especial Jacobo Ruiz del Castillo por su lucha contra la despoblación rural.
Además, en 2022 y 2023, recibió Menciones del Colegio Oficial de Ingeniería Forestal y Medio Ambiente.

## Obra
- 2020 – De mujeres, vivencias y sabores: un viaje por la memoria rural a través de sus fogones. Ministerio de Agricultura, Pesca y Alimentación